# Boscawen-Un
Boscawen-Un est un cromlech de l'âge du bronze situé près de St Buryan en Cornouailles.

## Source de la traduction
- (en) Cet article est partiellement ou en totalité issu de l’article de Wikipédia en anglais intitulé « Boscawen-Un » (voir la liste des auteurs).